# 三ヶ島製作所
株式会社三ヶ島製作所（みかしませいさくしょ）は、埼玉県所沢市に本社を置く自転車部品メーカー。

## 概要
自動車、自転車向け鍛造部品を製造している。自転車ペダル製造における日本国内最後のメーカでもあり、2020年現在も品質の高い製品を「ミカシマ」「MKS」のブランド名で提供している。
1943年（昭和18年）の創業当初は、航空機向け部品製造を行っていたが、第二次世界大戦後に自転車ペダル製造へ転進し、日本の自転車製造業の一角を担ってきた。「サンツアー」のペダルは三ヶ島製作所の製品であった。

## 沿革
- 1943年（昭和18年）- 航空機向け部品製造を始める。
- 1946年（昭和21年）- 民生品事業への転換として自転車ペダルの製造を始める。
- 1949年（昭和24年）- 三ヶ島製作所を設立する。
- 1956年（昭和31年）- 自転車ペダル工場として日本工業規格の表示が認可される。
- 2004年（平成16年）- ISO 9001:2000の認証を受ける。

## 製品
製品としては「ユニーク」「エスコーツ」「シルバン」などが有名で、トラック競技向け「RX-1」などは多くの競輪選手に愛用されている。
一般軽快車、実用車用、一輪車用、サイクルトレーナ用から、トラック競技向けまで、幅広い範囲の製品を提供している。
2006年時点では、ロードレースやマウンテンバイクで一般的に使用されているビンディング・タイプの製品は少なく、他メーカが供給しなくなってきている非ビンディング・ペダルの高級品に製品レンジを絞っている。
折り畳み式ペダルは、世界で最も信頼されている製品の一つであり、初期の「FD-1」から最近の「FD-6」まで、多くの折り畳み自転車で利用されてきた。クランク側にアタッチメントを取り付け簡単にペダルの着脱ができる「Ezyシリーズ」は、折り畳みタイプのペダルの弱点を改善した製品である。